# قرار مجلس الأمن التابع للأمم المتحدة رقم 1227
قرار مجلس الأمن التابع للأمم المتحدة رقم 1227، المتخذ بالإجماع في 10 شباط / فبراير 1999، بعد إعادة التأكيد على القرارين 1177 (1998) و1226 (1999) بشأن الحالة بين إريتريا وإثيوبيا، طالب المجلس بوقف فوري للأعمال العدائية بين البلدين.
في ديباجة القرار، أعرب المجلس عن قلقه إزاء النزاع الحدودي بين إثيوبيا وإريتريا، وذكّر بالتزام البلدين بوقف التهديد باستخدام الضربات الجوية. وشدد على أن الوضع الحالي يشكل تهديدا للسلم والأمن.
وأدان مجلس الأمن استئناف الأعمال العدائية من قبل البلدين وطالب بوقف فوري للغارات الجوية. علاوة على ذلك، طالب كلا البلدين باستئناف الجهود الدبلوماسية للتوصل إلى تسوية سلمية للصراع، وأشار إلى أن الاتفاق الإطاري الذي اقترحته منظمة الوحدة الأفريقية يظل أساسًا للتسوية. قبلت إريتريا الاتفاق فيما بعد.
واختتم القرار بمطالبة كل من إريتريا وإثيوبيا بضمان سلامة المدنيين وضمان احترام حقوق الإنسان والقانون الإنساني الدولي، ودعا جميع الدول إلى الإنهاء الفوري لبيع الأسلحة والذخيرة لكلا البلدين.

## روابط خارجية
- نص القرار في undocs.org